# 安妮寬箬鰨
安妮寬箬鰨為輻鰭魚綱鰈形目鰨亞目鰨科的其中一種，為熱帶魚類，分布於西太平洋南中國海淡水、半鹹水及海域，體長可達21公分，棲息在底層水域，生活習性不明。